# The Adventures of Bayou Billy
The Adventures of Bayou Billy, originalmente llamado Mad City (マッド・シティ Maddo Shiti?), es un videojuego de acción de 1989 lanzado para el Nintendo Entertainment System por Konami. El juego es ante todo un beat-em-up de desplazamiento lateral, pero incluye segmentos de conducción y disparo.

## Jugabilidad
Este consiste de tres diferentes estilos de juego que usó más de nueve niveles: disparo (opcional permite el uso de un Zapper en lugar de un D-Pad de cruz) para los niveles 2 y 7, una sección en tercera persona para conducir en los niveles 4 y 5, y un beat em up de desplazamiento lateral para regular los niveles.

## Lanzamiento y recepción
Durante su lanzamiento, Konami hiperbolizó el juego, incluyendo un comercial en vivo con un actor interpretando el papel de Bayou Billy, y fue tan lejos como para firmar un acuerdo con Archie Comics.
Parte de la reputación del juego fue su nivel de dificultad extrema, de hacer el juego muy difícil de superar.
El videojuego también recibió cierta cantidad de exposición en la serie de TV animada, Captain N: The Game Master, donde Bayou Billy (modelado algo así como el Cocodrilo Dundee) aparece en un episodio titulado "How's Bayou", jugando en la dificultad de su homólogo del mundo real, Bayou Billy dijo ser el único juego que incluso el capitán N no pudo conquistar.

## Historieta
Archie Comics publicó una adaptación a historieta de The Adventures of Bayou Billy escrita por Rich Margopoulos e ilustrada por Amanda Conner. Duró cinco números cada dos meses, fecha a partir de septiembre de 1989 a junio de 1990. Este mostró algunos de los personajes del juego, así como originales. Billy se hizo viudo (cuando su primera esposa murió), y el apellido de Annabelle fue cambiado de Lane a Lee.